# Catlocarpio siamensis
Catlocarpio siamensis – gatunek słodkowodnej ryby karpiokształtnej, największej w rodzinie karpiowatych (Cyprinidae), jedyny przedstawiciel rodzaju Catlocarpio. Tę wędrowną rybę można spotkać tylko w dorzeczach rzek Maeklong, Mekong i Menam. Jej mięso jest bardzo cenione w gastronomii, co może być głównym powodem jej niewielkiej liczebności. Osiąga do 3 m długości i 300 kg masy ciała.